# Mamelodi Sundowns FC
A Mamelodi Sundowns FC egy dél-afrikai labdarúgóklub, melynek székhelye Pretoriában található. A klubot 1970-ben alapították és az első osztályban szerepel.
A dél-afrikai bajnokságot 6 alkalommal nyerte meg.
Hazai mérkőzéseit az Loftus Versfeld Stadionban játssza. A stadion 51 762 fő befogadására alkalmas. A klub hivatalos színei: sárga-kék.

## Sikerlista
- Dél-afrikai bajnok (15): 1997–98, 1998–99, 1999–00, 2005–06, 2006–07, 2013–14, 2015/16, 2017/18, 2018/19, 2019/20, 2020/21, 2021/22, 2022/23, 2023/24, 2024/25
- CAF-bajnokok ligája (1): 2016